# Carlos Pujol
Carlos Pujol Jaumandreu (Barcelona, 1936-ibidem, 16 de enero de 2012), conocido como Carlos Pujol, fue un escritor, traductor, editor y crítico literario español.

## Biografía
Fue alumno del medievalista y filólogo Martín de Riquer, con quien hizo su tesis dedicada a Ezra Pound en 1962. Hasta 1977 fue profesor de Literatura Francesa en la Universidad de Barcelona. Entre 1997 y 2007 fue profesor de la Facultad de Humanidades de la Universidad Internacional de Cataluña y formó parte del Consejo Académico Universitario. Doctor en Filología Románica, su dominio de los idiomas francés, inglés, catalán e italiano le permitió ser un prolífico traductor (en un ilustrado abanico, desde los poetas clásicos británicos a un buen paquete de novelas de Simenon.  Joan Perucho). Estudió y preparó antologías y ediciones de la obra de clásicos como Balzac, Voltaire, Charles Baudelaire, George Orwell, autores –entre otros– en los que estaba considerado un especialista. Fue crítico literario, entre otros medios, de El País, La Vanguardia, El Sol y ABC. Alfil blanco del fundador de la Editorial Planeta, José Manuel Lara Hernández, desde 1972 fue miembro permanente del jurado del Premio Planeta y secretario del mismo desde 2006, y gestor editorial incansable en la selección de los manuscritos que optaban a los Premios "Planeta", Ateneo de Sevilla y Ramon Llull.
Buen amigo del erudito fabulador Joan Perucho, fue en casa de este donde junto con los poetas Alfonso Canales y Pere Gimferrer, fundaron la "Academia de los Ficticios".
Casado con la pintora Marta Lagarriga, tuvieron cuatro hijos (uno de ellos, Carlos (1966-2020), también editor) y 17 nietos. Murió en su casa de Barcelona víctima de un derrame cerebral fulminante, a los 75 años de edad.

## Obra literaria

### Novelas
- La sombra del tiempo. Barcelona: Planeta, 1981. / Barcelona: Bruguera, 1983.
- Un viaje a España. Barcelona: Plaza & Janés, 1983. / Pamplona: Pamiela, 1993.
- El lugar del aire. Barcelona: Bruguera, 1984.
- Es otoño en Crimea. Barcelona: Plaza & Janés, 1985.
- La noche más lejana. Madrid: Trieste, 1986.
- Jardín inglés. Barcelona: Plaza & Janés, 1987. (Nominada para el Premio Nacional de Literatura 1988)
- Los secretos de San Gervasio. Pamplona: Pamiela, 1994.
- Cada vez que decimos adiós. Barcelona: Seix Barral, 1999.
- Los días frágiles. Barcelona: Edhasa, 2003.
- Dos historias romanas. Barcelona: Destino, 2008.
- Antes del invierno. Palencia: Menoscuarto, 2008.
- El teatro de la guerra. Palencia: Menoscuarto, 2009.
- Los fugitivos. Palencia: Menoscuarto, 2011.

### Relatos breves
- Fortunas y adversidades de Sherlock Holmes. Palencia: Menoscuarto, 2008.

### Aforismos
- Cuaderno de escritura. Pamplona: Pamiela, 1988.
- Tarea de escribir. Pamplona: Pamiela, 1998.
- Cuadernos de escritura. Valencia, Pretextos, 2009.

### Poesía
- Gian Lorenzo. Málaga: Diputación Provincial de Málaga, 1987.
- Desvaríos de la edad. Pamplona: Pamiela, 1994.
- Vida de los poetas. Pamplona: Pamiela, 1995.
- Los aventureros. Pamplona: Pamiela, 1996.
- Hai-kais del abanico japonés. Pamplona: Pamiela, 1998.
- Fragmentos del libro de Job. Barcelona: Seuba, 1998. (Premio Villa de Martorell 1998).
- Conversación. Granada: Comares, 1998.
- Esta verdadera historia. Valencia: Ed. Pre-Textos, 1999.
- Retrato de París. Granada: Comares, 1999.
- La pared amarilla. Valencia: Pre-Textos, 2000.
- Cuarto del alba. Granada: Comares, 2004.
- Versos de Suabia. Valencia: Ed. Pre-Textos, 2005. (Versos de Suabia tiene un trasfondo autobiográfico, ya que frecuentó esa región de Alemania por la boda de uno de sus hijos y el nacimiento de sus nietos. Es precisamente en boca de uno de estos, Matthias, en la que pone alguno de los poemas del libro).[9]
- Poemas. Granada: Comares, 2008.
- El corazón de Dios. Palencia: Cálamo, 2011.
- Bestiario. Palencia: Cálamo, 2012 (póstumo).
- Magníficat. Palencia: Cálamo, 2014 (póstumo).

## Ensayos y estudios literarios
- Voltaire. Barcelona: Planeta, 1973.
- Balzac y La comedia humana. Barcelona: Planeta, 1974.
- La novela extramuros. Barcelona: Laia, 1975.
- Abecé de la literatura francesa. Barcelona: Planeta, 1976.
- Leer a Saint-Simon. Barcelona: Planeta, 1979.
- Juan Perucho. El mágico prodigioso. Barcelona: Universidad Autónoma de Barcelona, 1986.
- 1900, fin de siglo. Barcelona: Planeta, 1987.
- La casa de los santos. Madrid: Rialp, 1989.
- El espejo romántico. Barcelona: PPU, 1990.
- Gente de la Biblia. Madrid: Rialp, 1992.
- Siete escritores conversos. Madrid: Palabra, 1994.
- Victorianos y modernos. Oviedo: Nobel, 1997.
- Itinerario francés. Pamplona: Pamiela, 2000.
- Barcelona y sus vidas. Granada: La Veleta, 2010.

## Traducciones
Carlos Pujol ha traducido al castellano principalmente obras escritas en inglés y francés.

### Traducciones del inglés
- Jane Austen: Emma. Barcelona: Planeta, 2002.
- Robert Browning: La apología del obispo Blougram. Valencia: Pre-Textos, 2011
- Daniel Defoe:
  - Las aventuras de Robinsón Crusoe. Barcelona: Planeta, 1981.
  - Diario del año de la peste. Barcelona: Bruguera, 1985.
  - Moll Flanders. Barcelona: Planeta, 1978.
- Emily Dickinson:
  - Algunos poemas. Granada: Comares, 2002
  - Algunos poemas más. Granada: Comares, 2006.
- John Donne: Cien poemas. Valencia: Pre-Textos, 2003.
- Ed McBain: La bofia. Barcelona: Ediciones B, 1987.
- Gerard Manley Hopkins: Poesía. Granada: Comares, 2000.
- Cyril Joly: Noche de paz. Barcelona: Planeta, 1981.
- Andrew Marvell: Poemas. Valencia: Pre-Textos, 2006.
- George Orwell: Homenaje a Cataluña. Galaxia Gutenberg, 1996.
- William Shakespeare: 
  - La tempestad. Barcelona: Bosch, 1975.
  - Sonetos. Granada: Comares, 1990.
- Robert Louis Stevenson: Poemas. Granada: Comares, 2000.
- Frank Yerbi: Mayo fue el fin del mundo. Barcelona: Planeta, 1983.

### Traducciones del francés
- Balzac: 
  - Papá Goriot. Barcelona: Bruguera, 1972.
  - El primo Pons. Barcelona: Planeta, 1981.
  - Un asunto tenebroso. Barcelona: Bruguera, 1981.
  - César Birotteau. Barcelona: Planeta, 1982.
  - Los campesinos. Barcelona: Planeta, 1984.
  - La falsa amante y otros relatos. Barcelona: El Cobre Ediciones, 2004.
- Roland Barthes: Ensayos críticos. Barcelona: Seix-Barral, 2002.
- Marcel Bataillon: Erasmo y el erasmismo. Barcelona: Crítica, 2000.
- Charles Baudelaire: 
  - Escritos sobre literatura. Barcelona: Bruguera, 1984.
  - Las flores del mal. Barcelona: Planeta, 1984.
- Francois Cachin: Manet. Barcelona: Planeta, 1991.
- Tristan Corbière: Los amores amarillos. Valencia: Pre-Textos, 2005.
- Jacques D'Hondt: Hegel. Barcelona: Tusquets, 2002.
- Théophile Gautier: Poemas. Valencia: Pre-Textos, 2007.
- Francis Jammes: El luto de las prímulas. Granada: Comares, 2010.
- Joseph Joubert: Pensamientos. Barcelona: Edhasa, 1995.
- Pascal Lainé: La encajera. Barcelona: Argos-Vergara, 1978.
- Dominique Lapierre: La ciudad de la alegría. Barcelona: Seix-Barral, 1992.
- Blaise Pascal: Pensamientos. Barcelona: Planeta, 1986.
- Marcel Proust: Un amor de Swann. Barcelona: Planeta, 2002.
- Jean-François Revel: El rechazo del Estado. Barcelona: Planeta, 1985.
- Jean Racine: Andrómaca. Fedra. Barcelona: Planeta, 1982.
- La Rochefoucauld: Máximas. Barcelona: Planeta, 1984.
- Pierre de Ronsard: Sonetos para Helena. Barcelona: Planeta, 1987.
- Denis de Rougemont: La parte del Diablo. Barcelona: Planeta, 1983.
- Georges Simenon: 
  - Los vecinos de enfrente. Barcelona: Tusquets, 1994.
  - El loco de Bergerac. Barcelona: Tusquets, 1995.
  - El pasajero clandestino. Barcelona: Tusquets, 1995.
  - Por si algo me ocurriera. Barcelona: Tusquets, 1998.
  - Desconocidos en casa. Barcelona: Tusquets, 1999.
  - Los hermanos Rico. Barcelona: Tusquets, 2000.
  - El asesino. Barcelona: Tusquets, 2001.
  - En casa de los Krull. Barcelona: Tusquets, 2002.
  - Los fantasmas del sombrerero. Barcelona: Tusquets, 2003.
  - La esclusa número uno. Barcelona: Tusquets, 2004.
  - Liberty Bar. Barcelona: Tusquets, 2004.
- Stendhal: 
  - Rojo y negro (traducido junto a Tania de Bermúdez-Cañete). Madrid: Fascículos Planeta, 1984.
  - La cartuja de Parma (traducido junto a Tania de Bermúdez-Cañete). Barcelona: Planeta, 1981.
- Michel Tournier: Gaspar, Melchor y Baltasar. 2000.
- Paul Verlaine: 
  - Poesías. Madrid: Trieste, 1986.
  - Poesía. Barcelona: Planeta, 1992.
- Voltaire: 
  - Novelas y cuentos. Barcelona: Planeta, 1988.
  - La princesa de Babilonia. Barcelona: Bruguera, 1982.

### Traducciones del italiano
- Guido Gozzano: Poemas. Granada: Comares, 2003.
- Emilio Coco: Sonetos de amor tardío (traducido junto a Juana Castro). Granada: Alhulia, 2006. Edición bilingüe italiano-español.

### Traducciones del catalán
- Joan Sales: Incierta gloria. Barcelona: Planeta, 2005.